# نورمان كورنر
نورمان كورنر (بالإنجليزية: Norman Corner)‏ هو لاعب كرة قدم بريطاني، ولد في 16 فبراير 1943 في هوردن ‏ في المملكة المتحدة، وتوفي في 19 فبراير 2011 في إنجلترا في المملكة المتحدة. لعب مع برادفورد سيتي ولينكولن سيتي أف سي ونادي برادفورد بارك أفنيو وهال سيتي ووولفرهامبتون واندررز.